# Награда на Мондзе за поезия
Литературната награда на Моднзе за поезия (на немски: Mondseer Lyrikpreis) е учредена през 1998 г. и се присъжда на всеки две години от община Мондзе, Горна Австрия в рамките на празненствата Литературни дни в Мондзе.
Наградата е на стойност 7500 €.

## Носители на наградата
- 1998: Норберт Хумелт
- 1999: Освалд Егер
- 2001: Михаел Донхаузер
- 2004: Ян Вагнер
- 2006: Рон Винклер
- 2008: Ервин Айнцингер
- 2010: Надя Кюхенмайстер
- 2012: Керстин Прайвус
- 2015: Щефен Поп
- 2017: Даниела Зеел